# Vladimir Charkevitj
Vladimir Charkevitj, född 1856 och död 1906 var en rysk militär.
Charkevitj deltog som adjutant och generalstabsofficer i Rysk-turkiska kriget 1877–1878, blev 1904 generalkvartermästare hos Aleksej Kuropatkin vid ryska armén i Manchuriet och efter slaget vid Mukden 1905 generalstabschef i ryska högkvarteret i Ostasien. Charkevitj inflytande på Kuropatkin i slaget vid Liaoyang anses ha påverkat slagets utgång negativt för ryssarna.